# Karl Aloys zu Fürstenberg

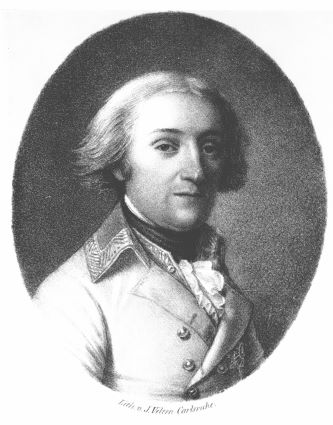
Karl Aloys zu Fürstenberg.

Karl Aloys zu Fürstenberg, född den 26 juni 1760 i Prag, Böhmen, Kejsardömet Österrike
, död den 25 mars 1799 vid Liptingen, var en tysk furste och krigare. Han var son till Karl Egon I zu Fürstenberg och far till Karl Egon II zu Fürstenberg.
Fürstenberg stred i österrikiska hären mot turkarna 1788–1790, avancerade därunder till general och utmärkte sig sedan i franska revolutionskrigen, särskilt vid anfallet på brohuvudet vid Hüningen i oktober 1796. Samma år blev Fürstenberg fältmarskalklöjtnant. Han stupade, tappert stridande mot Soult, i drabbningen vid Liptingen. 